# David Thorne
David Thorne (* 1960 in Boston) ist ein amerikanischer Künstler, der sich der Mittel der Konzept- und Videokunst bedient. Er arbeitete dabei über längere Zeit mit Julia Meltzer als Gruppe Speculative Archive zusammen. Seine Arbeiten wurden auf der documenta-Ausstellung gezeigt.

## Leben
David Thorne schloss ein Studium an der UCLA 2004 mit einem M.F.A. ab. Im selben Jahr wurde er Media Arts Fellow der Rockefeller Foundation. 2006 war er Artist in Residence an der Cooper Union in New York. Unter dem Namen The Speculative Archive arbeitet er zusammen mit Julia Meltzer an Installationen, Fotografien und Videos, die oft einen politischen Kontext haben.
In einer Gruppenausstellung zum Thema Desinformation im Apexart in New York zeigten Thornes und Meltzer 2005 eine Serie von Digitalaufnahmen von Menschen, die wegen des Fotografierens öffentlicher Orte unter Terrorverdacht festgenommen wurden. Von 2006 bis 2007 lebten Meltzer und Thorne in Damaskus, wo sie ihre Lebenssituation in zwei Videoinstallationen verarbeiteten. Im Februar 2008 erhielt Thorne zusammen mit Meltzer auf der transmediale.08 den Ersten Preis für die Arbeit Not a Matter of If but When (2006), die in ihrer Zeit in Syrien entstand und die dortigen Bedingungen nach dem Rückzug Syriens aus dem Libanon infolge der Zedernrevolution reflektiert. 2008 wurde er zusammen mit Julia Meltzer für den Nam June Paik Award nominiert.
Thorne lebt und arbeitet in Los Angeles.

## Ausstellungen

### Einzelausstellungen (Auswahl)
- 2008: 9 Scripts from a Nation at War zusammen mit Andrea Geyer, Sharon Hayes, Ashley Hunt, und Katya Sander, Tate Modern, London.[4]

### Teilnahme an Gruppenausstellungen (Auswahl)
- 2008: transmediale.08, Haus der Kulturen der Welt, Berlin. Gezeigt wurde die Video-Arbeit Not A Matter of if but when.[5]
- 2008: Ausstellung der für den 4. Nam June Paik Award 2008 nominierten Künstler, Wallraf-Richartz-Museum, Köln.[3]
- 2008: Whitney Biennial 2008, Whitney Biennial, New York. Gezeigt wurden die Video-Arbeiten Not a matter of if but when (2006) und We will live to see these things, or, five pictures of what may come to pass (2007).[6]
- 2007: documenta 12, Kassel. Gezeigt wurde die Arbeit 9 Scripts from a Nation at War.[7]
- 2005–2006: If It’s Too Bad To Be True, It Could be Disinformation, gezeigt in Apexart, New York City und in der Blackwood Gallery an der University of Toronto.[8][1]
- 2005: RISK: Creative Action in Political Culture zusammen mit Oliver Ressler, Centre for Contemporary Art, Glasgow.[9]